# Misgurnus fossilis
Misgurnus fossilis é uma espécie de peixe da família Cobitidae. Tal qual seu parente próximo dojô, acredita-se possuir capacidades de prever a meteorologia, sendo por isso conhecido como "peixe-meteorológico" na Europa.